# Phalsbourg
 Phalsbourg  es una comuna y población de Francia, en la región de Lorena, departamento de Mosela, en el distrito de Sarrebourg. Es la cabecera del cantón homónimo.
Su población en el censo de 1999 era de 4.499 habitantes. La aglomeración urbana sólo incluye la propia comuna.
No está integrada en ninguna Communauté de communes  u organismo similar.

## Historia
La villa fue fundada el 27 de septiembre de 1570 por el protestante Jorge Juan I del Palatinado-Veldenz, con el fin de acoger a hugonotes franceses, refugiados de las guerras de religión. Sería cedida a Lorena en 1590, ocupada por Francia desde 1634, el Tratado de Vincennes en 1661 reconocería su posesión, siendo incluida en la provincia de los Tres Obispados.

## Demografía
| 3343 | 3379 | 3905 | 3848 | 4189 | 4499 |
| Para los censos de 1962 a 1999 la población legal corresponde a la población sin duplicidades (Fuente: INSEE [Consultar]) |      |      |      |      |      |